# Finn cégek listája

Finnország elhelyezkedése

Finnország észak-európai állam. Viszonylag későn iparosodott, egészen az 1950-es évekig lényegében mezőgazdasági ország volt. Gyorsan átalakult fejlett gazdasággá, és az ennek nyomán létrejövő északi típusú jóléti államban egyre nagyobb a prosperálás, a világon itt az egyik legnagyobb az egy főre eső bevétel. A finn GDP azonban 2012–2014 között csökkent, (mértéke −0,698% és −1,426% között volt), a 2009-es mélyponton pedig a csökkenés mértéke elérte a 8%-ot is. Finnország több számítási módszertan szerint is az élen van a világban. Ilyen az oktatás, a gazdasági versenyképesség, a polgári jogok, az életminőség és az emberi fejlettség.
Ez lista azokat a finn vállalatokat sorolja fel, amelyek szerepelnek a Forbes által összeállított, a világ 2000 legnagyobb cégét tartalmazó rangsorban. 
| Helyezés a Forbes-rangsorban | Név         | Ágazat                                   | Árbevétel milliárd $, 2019 | Nyereség milliárd $, 2019 | Eszközérték milliárd $, 2019 | Piaci érték milliárd $, 2019 | Létszám fő |
| ---------------------------- | ----------- | ---------------------------------------- | -------------------------- | ------------------------- | ---------------------------- | ---------------------------- | ---------- |
| 291.                         | Nordea Bank | pénzügy                                  | 13                         | 1,7                       | 622,8                        | 26,1                         | 29 000     |
| 466.                         | Sampo       | pénzügy                                  | 12,7                       | 1,3                       | 58,1                         | 18,4                         | 9813       |
| 620.                         | Neste       | olajfinomítás, terjesztés, feldolgozás   | 17                         | 1,9                       | 10,8                         | 27,2                         | 5474       |
| 625.                         | Nokia       | telekommunikáció                         | 25,8                       | 391                       | 43,6                         | 20,5                         | 98 322     |
| 755.                         | Fortum      | energia                                  | 6,1                        | 1,7                       | 26,2                         | 14,7                         | 1109       |
| 765.                         | Kone        | mozgólépcsők                             | 11,1                       | 1                         | 8,8                          | 31,4                         |            |
| 774.                         | UPM-Kymmene | papír                                    | 10,9                       | 1,1                       | 16,4                         | 14,8                         |            |
| 926.                         | Stora Enso  | erdőgazdálkodás, papír és csomagolóanyag | 10,7                       | 0,89                      | 15,9                         | 9,3                          |            |
| 1637.                        | Kesko       | kiskereskedelem                          | 12,1                       | 0,37                      | 7,7                          | 6,5                          |            |
| 1981.                        | Kojamo Oyj  | ingatlan                                 | 0,42                       | 0,92                      | 7,4                          | 4,4                          |            |

## Nevezetes cégek
Ez a lista olyan nevezetes vállalatokat tartalmaz, melyek elsődleges székhelye az országban van. Az iparág és a szektor az Industry Classification Benchmark besorolása alapján lett meghatározva. A listában olyan szervezetek is szerepelnek, melyek már nem léteznek, ezek megszűnt jelzést kaptak.

| Név                         | Iparág               | Szektor                           | Központ      | Alapítva | Megjegyzések                                                      |
| --------------------------- | -------------------- | --------------------------------- | ------------ | -------- | ----------------------------------------------------------------- |
| Ahlstrom                    | Alap anyagok         | Alapvető erőforrások              | Helsinki     | 1851     | Rostos anyagok                                                    |
| Aktia Bank                  | Pénzügyi             | Bankok                            | Helsinki     | 1991     | Pénzügy                                                           |
| Alma Media                  | Szolgáltatások       | Kiadó                             | Helsinki     | 1849     | Digitális média                                                   |
| Altia                       | Fogyasztási termékek | Desztillált italok és bor         | Helsinki     | 1999     | Alkoholos termékek                                                |
| Amer Sports                 | Fogyasztási termékek | Rekreációs termékek               | Helsinki     | 1950     | Sportfelszerelések                                                |
| Bank of Åland               | Pénzügyi             | Bankok                            | Mariehamn    | 1919     | Pénzügy                                                           |
| Basware                     | Technológia          | Szoftver                          | Espoo        | 1985     | Számítógépes szoftver                                             |
| Bittium                     | Fogyasztási termékek | Fogyasztói elektronika            | Oulu         | 1985     | Elektronika                                                       |
| Cargotec                    | Ipari                | Szállítási szolgáltatás           | Helsinki     | 2005     | Kargókezelő gépek                                                 |
| Codenomicon                 | Technológia          | Szoftver                          | Oulu         | 2001     | Számítógépek biztonsági tesztelése                                |
| DNA Oyj                     | Telekommunikáció     | Mobil telekommunikáció            | Helsinki     | 2000     | Telekommunikációs szolgáltatások                                  |
| Eckerö Line                 | Ipari                | Tengeri szállítmányozás           | Helsinki     | 1995     | Hajózás                                                           |
| EKS                         | Fogyasztási termékek | Fogyasztói elektronika            | Espoo        | 1955     | DJ hardver                                                        |
| Elisa                       | Telekommunikáció     | Vezetékes telekommunikáció        | Helsinki     | 1882     | Telekommunikációs szolgáltatások                                  |
| Fazer                       | Szolgáltatások       | Étterem és bár                    | Helsinki     | 1891     | Étel és éttermek                                                  |
| Fingrid                     | Közszolgáltatások    | Hétköznapi elektromosság          | Helsinki     | 1996     | Elektromosság továbbítás                                          |
| Finnair                     | Szolgáltatások       | Repülőtársaság                    | Vantaa       | 1923     | Légitársaság                                                      |
| Finnlines                   | Ipari                | Tengeri szállítmányozás           | Helsinki     | 1947     | Hajózás                                                           |
| Fiskars                     | Fogyasztási termékek | Tartós háztartási termékek        | Helsinki     | 1649     | Konyhai, kerti és kinti felszerelések                             |
| Fortum                      | Közszolgáltatások    | Alternatív elektromosság          | Espoo        | 1998     | Energia                                                           |
| F-Secure                    | Technológia          | Szoftver                          | Helsinki     | 1988     | Számítógépes szoftver                                             |
| Hartwall                    | Fogyasztási termékek | Üdítőitalok                       | Helsinki     | 1836     | frissítők                                                         |
| Hesburger                   | Szolgáltatások       | Kereskedelem                      | Turku        | 1966     | Gyorsétterem                                                      |
| HKScan                      | Fogyasztási termékek | Étterem és bár                    | Turku        | 1913     | Élelmiszer                                                        |
| Holvi                       | Pénzügyi             | Bank                              | Helsinki     | 2011     | Online üzleti bankolás                                            |
| Huhtamäki                   | Ipari                | Csomagolástechnika                | Espoo        | 1920     | Ételcsomagolás                                                    |
| Kemira                      | Alap anyagok         | Speciális kémiai anyagok          | Helsinki     | 1920     | Kémiai anyagok                                                    |
| Kemppi                      | Ipari                | Üzleti támogatási szolgáltatások  | Lahti        | 1949     | Hegesztés                                                         |
| Kesko                       | Szolgáltatások       | Széles körű kereskedelem          | Helsinki     | 1940     | Kereskedelem                                                      |
| Kone                        | Ipari                | Ipari berendezések                | Helsinki     | 1910     | Liftek                                                            |
| Konecranes                  | Ipari                | Ipari berendezések                | Hyvinkää     | 1994     | Liftek                                                            |
| Kotipizza                   | Szolgáltatások       | Étterem és bár                    | Helsinki     | 1987     | Éttermek                                                          |
| Lemminkäinen Group          | Ipari                | Infrastruktúra építés             | Helsinki     | 1910     | Építés                                                            |
| Marimekko                   | Fogyasztási termékek | Ruházat és kiegészítők            | Helsinki     | 1951     | Divattervezés                                                     |
| Metsä Group                 | Alap anyagok         | Papír                             | Helsinki     | 1947     | Papír, cellulóz, faanyag                                          |
| Metso                       | Ipari                | Üzleti támogatási szolgáltatások  | Helsinki     | 1999     | Feldolgozó vállalatok számára gépek és szolgáltatások             |
| Neste                       | Olaj és gáz          | Feltárás és kitermelés            | Espoo        | 1948     | Benzin, biioüzemanyag                                             |
| Nokia                       | Ipari                | Telekommunikációs készülékek      | Espoo        | 1865     | Telekommunikációs infrastruktúra és készülékek                    |
| Nokia Networks              | Technológia          | Telekommunikációs készülékek      | Espoo        | 2007     | A Nokia része                                                     |
| Nokian Jalkineet            | Fogyasztási termékek | Lábbelik                          | Helsinki     | 1898     | Csizmák                                                           |
| Nokian Tyres                | Fogyasztási termékek | Autók                             | Nokia        | 1932     | Kerekek                                                           |
| Olvi                        | Fogyasztási termékek | Üdítőitalok                       | Helsinki     | 1878     | Üdítők                                                            |
| OP Financial Group          | Pénzügyi             | Pénzügyi szolgáltatások           | Helsinki     | 1891     | Pénzügy és biztosítás                                             |
| Outokumpu                   | Alap anyagok         | Vas és acél                       | Helsinki     | 1932     | Acél                                                              |
| Outotec                     | Ipari                | Üzleti támogatási szolgáltatások  | Espoo        | 2006     | Ásványanyagokat ás fémeket feldolgozó technológia                 |
| Patria                      | Ipari                | Honvédelem                        | Helsinki     | 1997     | Katonai technológia                                               |
| Planmeca                    | Egészségügy          | Orvosi eszközök                   | Helsinki     | 1971     | Fogászati és orvosi technológia                                   |
| Pohjolan Voima              | Közszolgáltatások    | Alternatív elektromosság          | Helsinki     | 1943     | Energia                                                           |
| Polar Electro               | Fogyasztási termékek | Rekreációs termékek               | Kempele      | 1977     | Fitness felszerelések                                             |
| Ponsse Corporation          | Ipari                | Autók és teherautók               | Vieremä      | 1970     | Erdészeti járművek                                                |
| Posiva                      | Ipari                | Szemétfeldolgozás                 | Eurajoki     | 1995     | Nukleáris szemét feldolgozása                                     |
| Pöyry                       | Ipari                | Üzleti támogatási szolgáltatások  | Vantaa       | 1958     | Konzultáció és elektromosság                                      |
| Process Vision              | Technológia          | Üzleti támogatási szolgáltatások  | Helsinki     | 1993     | IT az energetikai vállalatok számára                              |
| Raisio Group                | Fogyasztási termékek | élelmiszerek                      | Raisio       | 1939     | Ételek                                                            |
| Rautaruukki                 | Ipari                | Építkezési anyagok                | Helsinki     | 1960     | Acéltermékek                                                      |
| Rovio Entertainment         | Technológia          | Szoftver                          | Espoo        | 2003     | Videó játékok                                                     |
| S Group                     | Szolgáltatások       | Hotels                            | Helsinki     | 1904     | Kereskedelem, hotelek                                             |
| Sampo Group                 | Pénzügyi             | Teljes körű biztosítás            | Helsinki     | 1988     | Biztosítás                                                        |
| Sanoma                      | Szolgáltatások       | Kiadó                             | Helsinki     | 1999     | Könyvek és újságok                                                |
| Silja Line                  | Ipari                | Tengeri szállítmányozás           | Helsinki     | 1957     | Hajózás, az észt Tallink része.                                   |
| Sisu Auto                   | Ipari                | Haszonjárművek                    | Helsinki     | 1931     | Nehézgépjárművek és katonai járművek                              |
| Solidium                    | Pénzügyi             | Befektetési szolgáltatások        | Helsinki     | 2008     | Befektetés                                                        |
| SSH Communications Security | Technológia          | Szoftver                          | Helsinki     | 1995     | Számítógépes szoftver                                             |
| St1                         | Olaj és gáz          | Feltárás és kitermelés            | Helsinki     | 1995     | Benzin                                                            |
| Stenfors                    | Ipari                | Infrastrukturális építkezések     | Oulu         | 1969     | Építkezés                                                         |
| Stockmann                   | Szolgáltatások       | Széles körű Kereskedelem          | Helsinki     | 1862     | Kereskedelem                                                      |
| Stonesoft Corporation       | Technológia          | Szoftver                          | Helsinki     | 1990     | Hálózatbiztonság, megszűnt, jelenleg az amerikai Forcepoint része |
| Stora Enso                  | Alap anyagok         | Papír                             | Helsinki     | 1998     | Papír, cellulóz, faanyag                                          |
| Suominen Corporation        | Fogyasztási termékek | Ruházat és kiegészítők            | Helsinki     | 1898     | Kényelem és ápolás, nemszőtt kelme                                |
| Supercell                   | Technológia          | Szoftver                          | Helsinki     | 2010     | Videó játékok                                                     |
| Suunto                      | Fogyasztási termékek | Rekreációs szolgáltatások         | Vantaa       | 1936     | Technikai sportfelszerelések, az Amer Sports része                |
| Talvivaara Mining Company   | Alap anyagok         | Fémek                             | Espoo        | 2004     | Nikkelbányászat                                                   |
| Tieto                       | Technológia          | Szoftver                          | Helsinki     | 1968     | Információs Technológia                                           |
| Tikkurila                   | Alap anyagok         | Kereskedelmi vegyszerek           | Vantaa       | 1862     | Festékek                                                          |
| UPM-Kymmene                 | Alap anyagok         | Papír                             | Helsinki     | 1996     | Papír, cellulz, fa, bioüzemanyag                                  |
| Vacon                       | Ipari                | Elektronikai gépek és komponensek | Vaasa        | 1993     | Változó sebességű AC vezérlők                                     |
| Vaisala                     | Technológia          | Szoftver                          | Vantaa       | 1936     | Környezetvédelmi mérési technológia                               |
| Valio                       | Fogyasztási termékek | Élelmiszerek                      | Helsinki     | 1905     | Élelmiszerek                                                      |
| Valmet Automotive           | Fogyasztási termékek | Autók                             | Uusikaupunki | 1968     | Autó összeszerelés                                                |
| Valmet                      | Ipari                | Ipari berendezések                | Espoo        | 2013     | Ipari berendezések                                                |
| Valtra                      | Ipari                | Teherautók                        | Äänekoski    | 1951     | Traktorok                                                         |
| Verkkokauppa.com            | Szolgáltatások       | Széles körű kereskedelem          | Helsinki     | 1992     | Bolti és online kereskedelem                                      |
| Viking Line                 | Ipari                | Tengeri szállítmányozás           | Mariehamn    | 1963     | Hajózás                                                           |
| VR                          | Ipari                | Vasút                             | Helsinki     | 1862     | Vasúti áruszállítás                                               |
| Wärtsilä                    | Ipari                | Elektronikai berendezések         | Helsinki     | 1834     | Erőművek és tengeri meghajtó rendszerek                           |
| Woikoski                    | Alap anyagok         | Alapvető erőforrások              | Voikoski     | 1882     | Hélium                                                            |
| YIT                         | Ipari                | Infrastrukturális építkezés       | Helsinki     | 1912     | Építkezés                                                         |

## Forrás
- Andrea Murphy, Hank Tucker, Marley Coyne, Halah Touryalai:  Global 2000: The World's Largest Public Companies. www.forbes.com (2020. május 13.)  (Hozzáférés: 2020. augusztus 3.)